# Rhipicentor bicornis
Rhipicentor bicornis är en fästingart som beskrevs av Thomas Nuttall och Warburton 1908. Rhipicentor bicornis ingår i släktet Rhipicentor och familjen hårda fästingar. Inga underarter finns listade i Catalogue of Life.